# ロングラン (1982年の映画)
『ロングラン』は、1982年公開の日本映画。公開当時の文献に横文字のみの『LONG・RUN』、他に『ロングラン LONG RUN』と書かれたものもある。永島敏行主演・吉田ルイ子監督。第1回サンリオ脚本賞を受賞した青木邦夫『ロング・ラン』の映画化。サンリオ・フィルム製作、東宝配給。
併映は武田鉄矢の映画初主演作「刑事物語シリーズ」の第一作『刑事物語』。
1979年に日本人青年が、ローラースケートで、アメリカ大陸7000キロを横断したという実話を基にした作品の映画化。監督の吉田ルイ子は本業はフォト・ジャーナリストで、当時としては珍しい日本人女流（女性）監督だが、監督はこれ一本である。

## 出演
- 山中隆男:永島敏行
- 宮本昇:鈴木ヒロミツ
- 滝口恵子:かとうかずこ
- ユー子:宇田川智子
- ミスターホーン:ジム・メンデンホール
- ボブ:ケーシー・サンダー
- ジル:シェリル・グリーンウッド
- ビル・マックアダムス:J・D・ネルソン
- ミスタースウェンソン:アール・ムント
- オルガ:マーティ・ブレスウェイト

## スタッフ
- 監督:吉田ルイ子
- 脚本:青木邦夫、キクオ・カワサキ、小林竜雄
- 製作総指揮:辻信太郎
- 製作:黒井和男
- プロデューサー:キクオ・カワサキ
- 撮影:長谷川元吉
- 音楽:鍋島常敬
- 主題歌:時任三郎「ロングラン〜果てなき夜の向こうに〜」「ウェディング・リバー」（挿入歌）ワーナー・パイオニア
- 録音:井上秀司
- 効果:福島音響
- ギャファー:レイ・ビルガー
- 編集:諏訪三千男
- プロダクション・マネージャー:ドロー・ソーレフ
- スチール:ケン・タラ、アンジェロ・アバテ
- キーグリップ:スティーブ・クロフォード
- ローラースケート指導:山本隆英

## 製作

### 撮影
1981年8月頃から10月頃まで実際にアメリカ大陸横断ロケが行われた。永島敏行はアメリカロケは約2か月間と話している。東部ニューヨークロケは1981年10月18日で、当地でクランクアップ。

## 作品の評価
- シティロードは「監督はフォトジャーナリストの吉田女史ということで、映像は美しくないこともないけど、それ以外の部分はちょっとヒドイ。これホントにサンリオ脚本賞受賞作なのかしら」などと評した[1]。
- 山根貞男は「日本青年・永島敏行がローラースケートでアメリカ大陸を横断する話なのに運動感ゼロ。映画的疾走感が皆無で、主人公と相棒の男女との関係もきちんと描けず、風景の面白味もなく、画面は一瞬も映画的に起き上がらぬまま過ぎていく。要するに映画になっちゃいない」と酷評した[2]。